# Famille von Brühl
 (août 2024).
Pour les articles homonymes, voir Brühl.
La famille von Brühl est le nom d'une ancienne famille noble saxonne-thuringeoise dont la maison ancestrale est à Gangloffsömmern en Thuringe. Les seigneurs de Brühl appartiennent à l'ancienne noblesse. Des branches de la famille existent encore aujourd'hui.

## Histoire
On sait encore peu de choses sur l'histoire la plus ancienne de cette famille. La famille est mentionnée pour la première fois en 1344 avec Heinrich aus dem Brühl. Il est cité dans un document comme ministre des comtes d'Hohnstein (de). Plus tard, le prénom de Heinrich est souvent attribué à des membres de la famille.
Heinrich von Brühl (mort en 1446) possède le domaine de chevalier de Wenigen-Tennstedt et apparaît pour la première fois dans un document en 1424. C'est avec lui que commence la lignée de la famille. Son descendant Heinrich von Brühl, acquit vers 1470 la ferme à Gangloffsömmern près de Weißensee. Gangloffsömmern est longtemps le siège ancestral de la famille.
De plus, en 1464, un certain Johannes Brühl (senior) acquit le domaine de Pakosław (Grande-Pologne), dont le fils, Johannes Brühl (junior), quitte la Pologne en 1496 avec sa femme Balice Banarowna, héritière d'Oświęcim, pour accompagner la fille du roi Barbara de Pologne (plus tard l'épouse du duc George de Saxe), pour la Saxe. Avec cette preuve d'ascendance polonaise, le nom de Brühl-Oswiecino est également d'usage au XVIIIe siècle.
À la fin du XVIIe siècle, la maison familiale appartenait au maréchal de la cour de Saxe-Weissenfels et "conseiller secret effectif" Hans Moritz von Brühl. Son fils, né là-bas, est le célèbre Heinrich von Brühl (1700-1763). Il est au service de la cour de l'électorat de Saxe depuis 1719 et gravit rapidement les échelons grâce à la faveur d'Auguste le Fort. Pendant près de deux décennies, Brühl est l'un des hommes les plus puissants de l'électorat de Saxe en tant que premier ministre et chambellan en chef. La politique financière de Brühl, que même son prince peu enclin à la volonté n'arrête pas, conduit la Saxe à un désastre financier. Dans cette position, Heinrich von Brühl est élevé au rang de comte impérial en 1737 (tout comme ses trois frères aînés le 16 avril 1738).
Les deux plus jeunes des quatre frères fondent deux lignées, une lignée saxonne plus ancienne, à partir du gouverneur saxon Friedrich Wilhelm von Brühl, et l'autre plus jeune, saxo-prussienne, à partir du premier ministre Heinrich von Brühl. Les domaines de Gangloffsömmern, Forst, Pförten près de Sorau et le château de Seifersdorf près de Wachau sont restés en possession de l'ancienne lignée. Une ligne secondaire porte le nom de Brühl-Renard à partir de 1909. Elle s'éteint en 1923. La famille est aujourd'hui largement ramifiée.

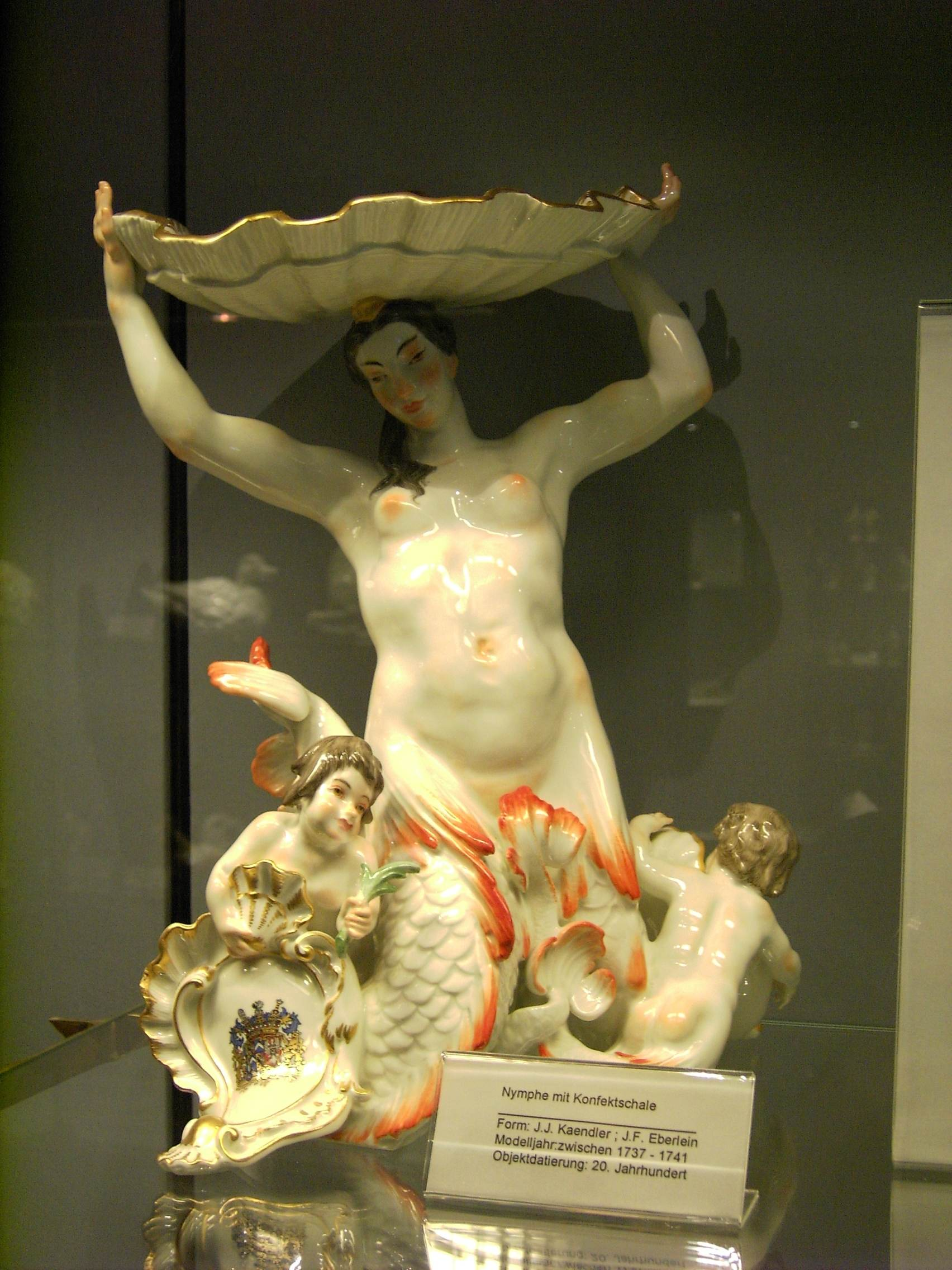
Nymphe au bonbonnière du aux armoiries von Brühl

## Armes

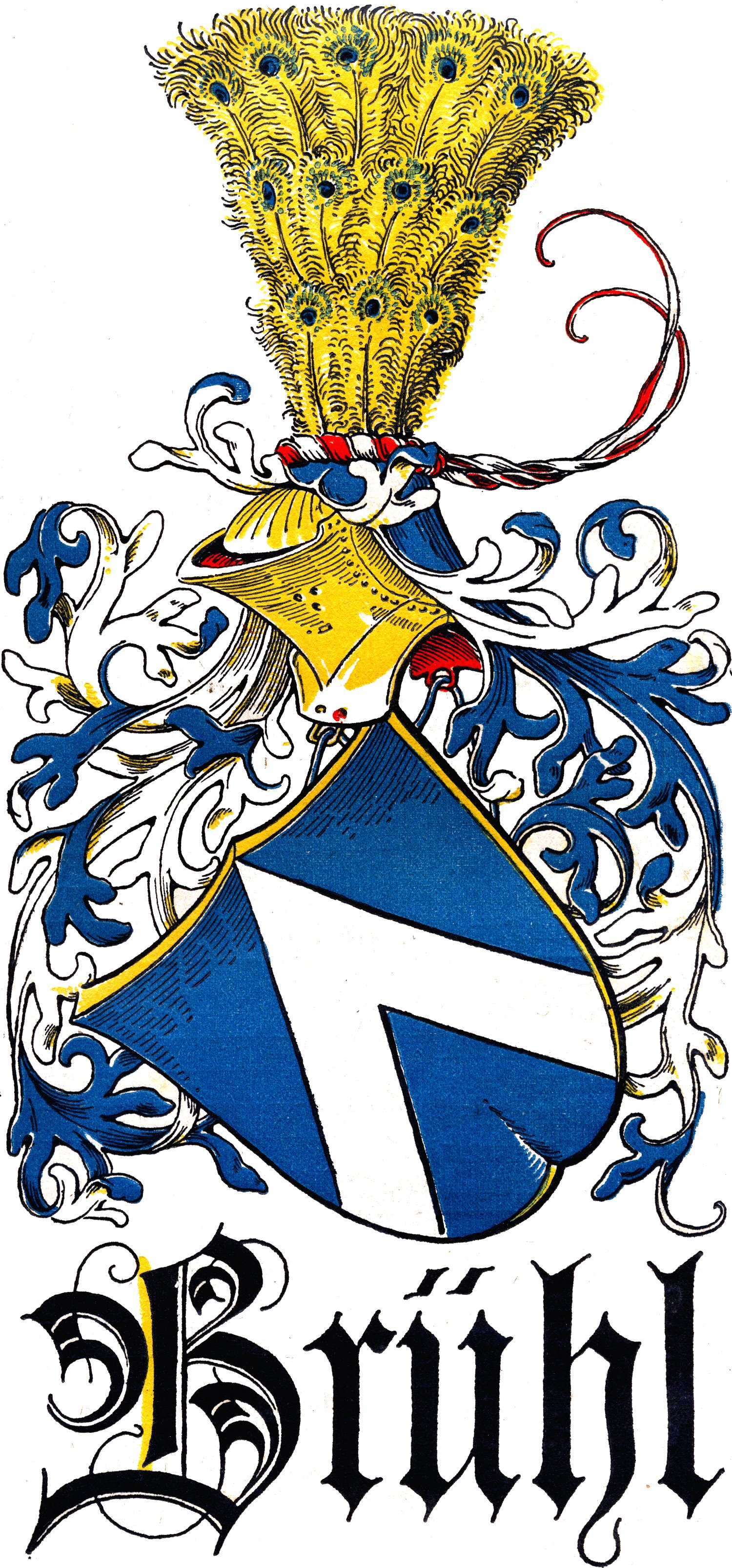
Armoiries de la famille von Brühl

Les armoiries de la famille montrent un chevron argenté en bleu. Cinq plumes de paon naturelles sur le casque couronné. Les lambrequins sont bleu-argent.
Les armoiries du comte de 1773 sont écartelées. Champs 1 et 4 séparés par l'or et le rouge, surmontés d'un aigle bicéphale couronné d'or, dont la moitié droite est noire, la moitié gauche est argentée, 2 et 3 en bleu le chevron argenté (armoiries tribales). 3 casques : à droite avec des lambrequins bleus et argentés cinq plumes naturelles (casque principal), au milieu avec des couvertures noires et dorées à droite et des couvertures rouges et argentées à gauche, à gauche avec des lambrequins rouges et argentés a une couronnée d'or, de colonne (de) noire et d'or divisée cinq fois, ornée de trois plumes de paon naturelles. Porte-bouclier : deux lions d'or couronnés tournés vers l'intérieur.
| - Graphique d'armoiries d'Otto Hupp dans le calendrier de Munich de 1923 - Armoiries des comtes de Brühl de 1773 |

## Personnalités
- Hans Moritz von Brühl (de) (1665–1727), conseiller privé et maréchal de la cour du duc de Saxe-Weissenfels et capitaine de la principauté de Saxe-Querfurt et de la portion de Thuringe
- Friedrich Wilhelm von Brühl (de) (1699–1760), conseiller privé royal prussien et saxon électoral et gouverneur de Thuringe
- Heinrich von Brühl (1700–1763), premier ministre saxon et chambellan
- Hans Moritz von Brühl (1736–1809), envoyé saxon à Londres, scientifique, publiciste et mécène
- Alois Friedrich von Brühl (de) (1739-1793), dramaturge
- Carl Adolph von Brühl (de) (1742-1802), lieutenant général royal saxon et prussien, éducateur de Frédéric-Guillaume III et ses frères et sœurs
- Hanns Moritz von Brühl (1746-1811), noble saxon et propriétaire d'un manoir à Seifersdorf près de Radeberg, traducteur et dessinateur
- Carl von Brühl (Hans Moritz II., 1772–1837), conseiller privé prussien, directeur général du théâtre royal de Berlin 1815–1828 et directeur général des musées à partir de 1829, comte von Seifersdorf de 1816 à 1837
- Marie von Brühl (1779–1836), épouse du général prussien et théoricien militaire Carl von Clausewitz
- Wilhelm von Brühl (de) (1788-1867), lieutenant général prussien
- Friedrich von Brühl (de) (1791-1859), lieutenant général prussien
- Carl von Brühl (1818–1858), fils de Carl von Brühl (1772–1837)
- Friedrich Stephan von Brühl (de) (1819–1893), à partir de 1 851 membre et à partir de 1879 président du parlement communal de Basse-Lusace et à partir de 1851/76 membre de l'ancien puis du nouveau parlement provincial de Brandebourg, président des domaines de Basse-Lusace
- Friedrich-Franz von Brühl (de) (1848-1911), député de la chambre des seigneurs de Prusse et de l'Assemblée des États de Basse-Lusace
- Hans Moritz von Brühl (1849-1911), lieutenant général
- Ferdinand von Bruhl (1851-1911), général de division
- Franz von Brühl (de) (1852–1928), haut président de la province de Hohenzollern, administrateur de l'arrondissement de Daun et l'arrondissement de Coblence (de)
- Karl von Brühl-Renard (1853–1923), fils de Carl von Brühl (1818–1858)
- Alfred von Brühl (de) (1862–1922), peintre à Düsseldorf et directeur de l'Académie des arts de Königsberg
- Friedrich-Joseph von Brühl (de) (1875-1949), député héréditaire de la chambre des seigneurs de Prusse et seigneur d'une fidéicommis
- Friedrich-August von Brühl (de) (1913-1981), lieutenant-colonel de la Bundeswehr
- Dietrich von Brühl (1925-2010), diplomate allemand

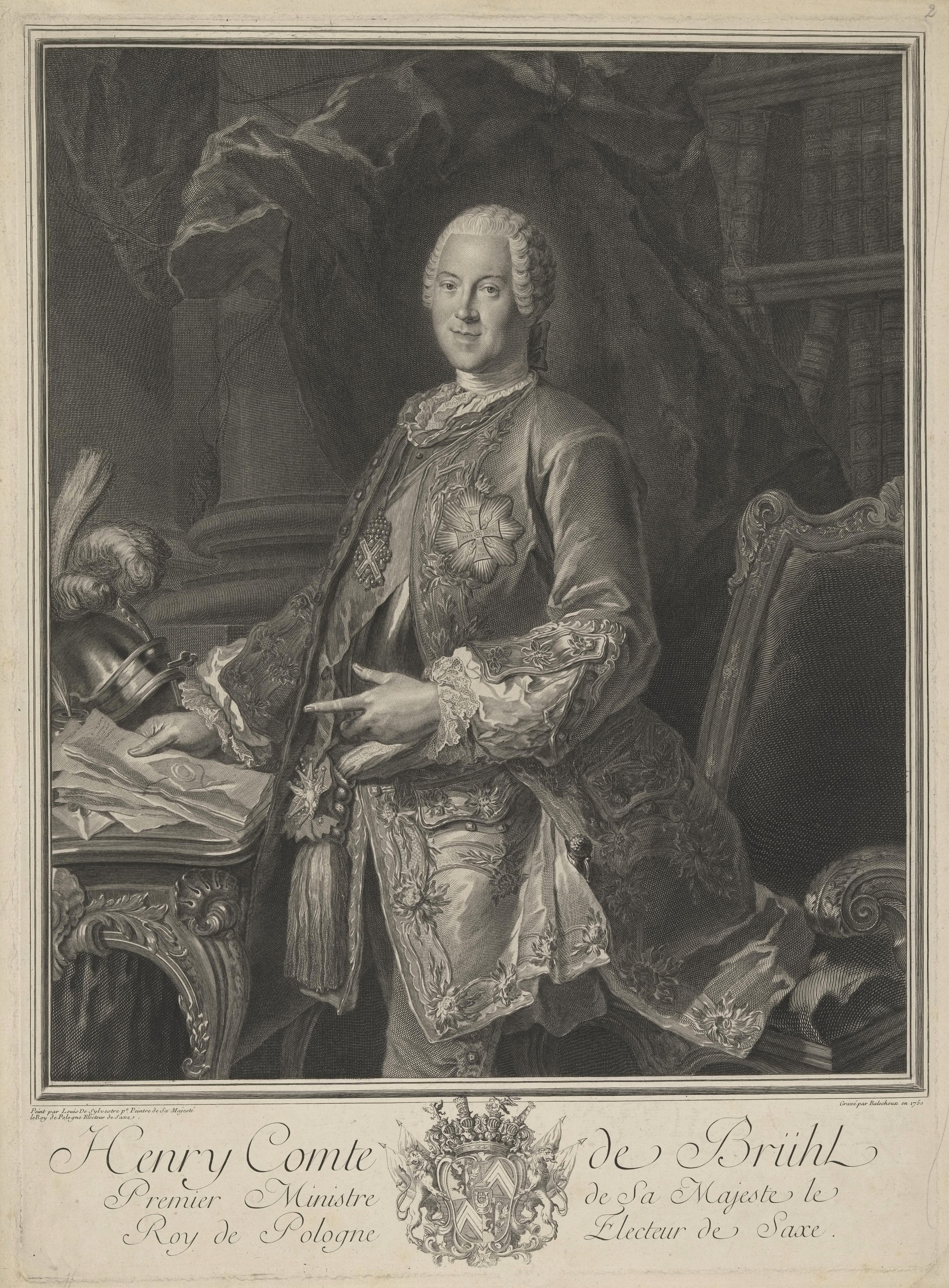
Heinrich von Brühl (1700–1763), premier ministre de Saxe
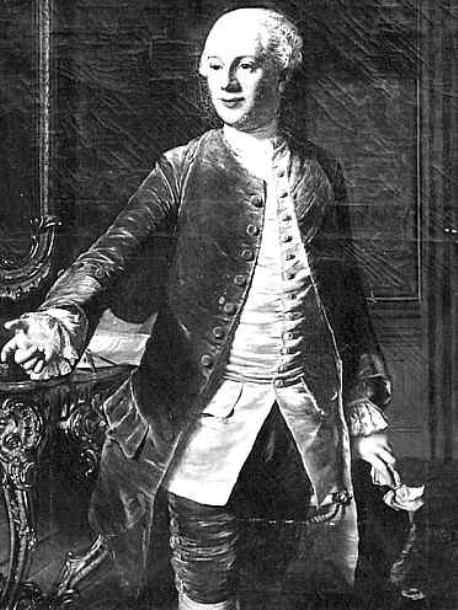
Alois Friedrich von Brühl (de) (1739–1793), écrivain de théâtre
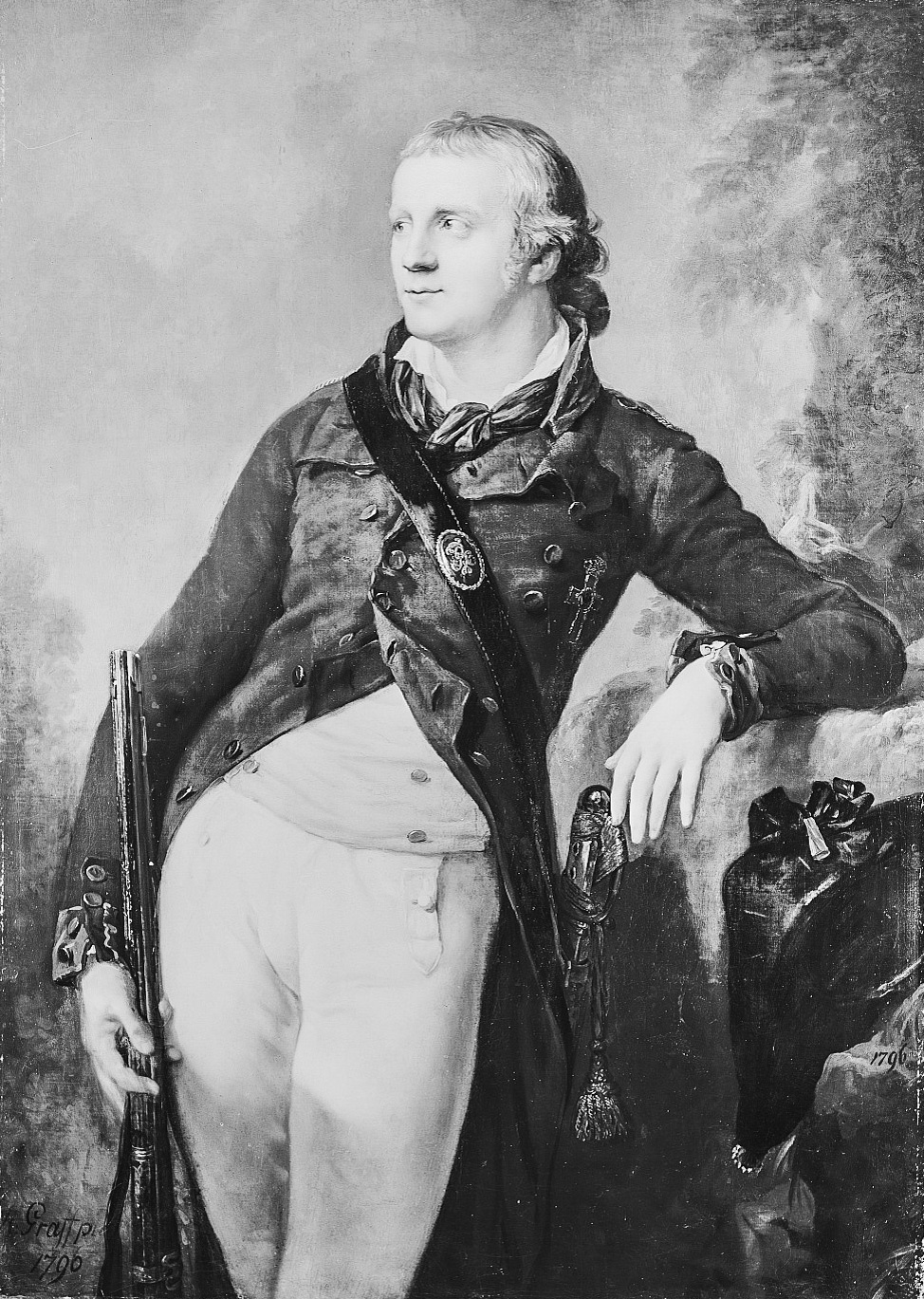
Carl von Brühl (1772–1837), directeur des théâtres et des musées de Berlin
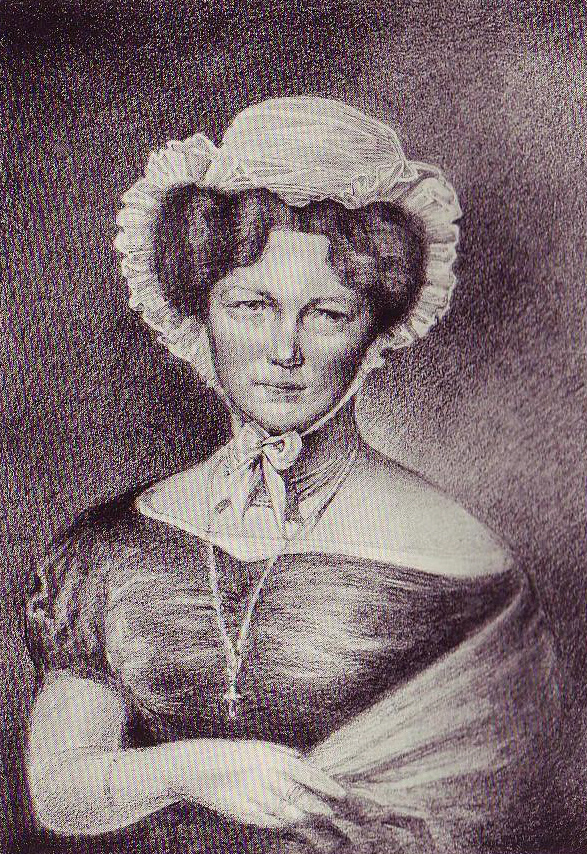
Marie von Clausewitz née comtesse von Brühl (1779–1836)

## Possessions
Le père du premier ministre, Hans Moritz von Brühl (de), n'a possédé qu'un petit manoir à Gangloffsömmern, où Heinrich von Brühl est également né ; plus tard, un de ses frères prend la relève. Ceux-ci, Hans Moritz von Brühl (de), Friedrich Wilhelm von Brühl (de) et Johann Adolph von Brühl (de), ont acquis ou construit un certain nombre de palais et de châteaux importants sous le règne de leur plus jeune frère - comme lui. Le domaine de Forst-Pförten en Basse-Lusace reste aux mains des comtes de Brühl jusqu'à son expropriation en 1945, tout comme le château de Seifersdorf près de Dresde, qui appartient à la lignée cadette. La plupart des autres biens de l'ancien premier ministre, lourdement endetté à sa mort en 1763 et dont certains biens sont confisqués, sont bientôt vendus par les héritiers, également à la suite de différends avec l'État saxon, dont le palais Brühl (de) à Dresde et le palais Brühl-Marcolini, le château de Nischwitz (de) près de Leipzig et le château de Lindenau (de) et le château d'Oberlichtenau en Haute-Lusace.
- Château et seigneurie de Pörten (de) (depuis 1746 en fusion avec la seigneurie de Forst (de), jusqu'en 1945 propriété de la famille)
- Château de Seifersdorf près de Dresde (appartenant à la famille jusqu'en 1945)
- Palais Brühl (de), Dresde
- Palais de Brühl, Varsovie
- Palais Brühl à Młociny (de) (aujourd'hui Varsovie)
- Château de Martinskirchen (de)

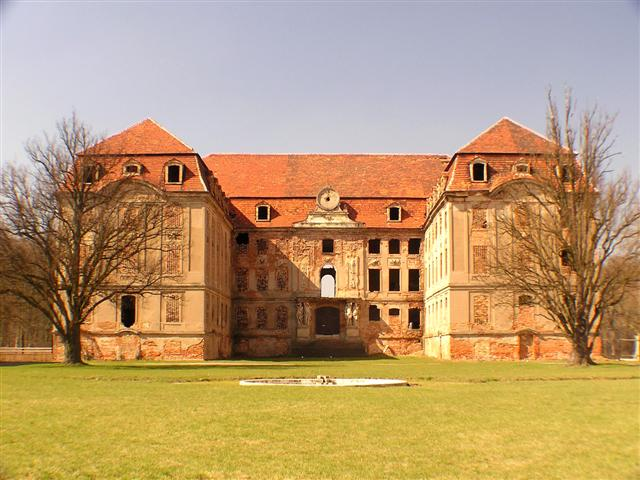
Ruines du château de Pörten
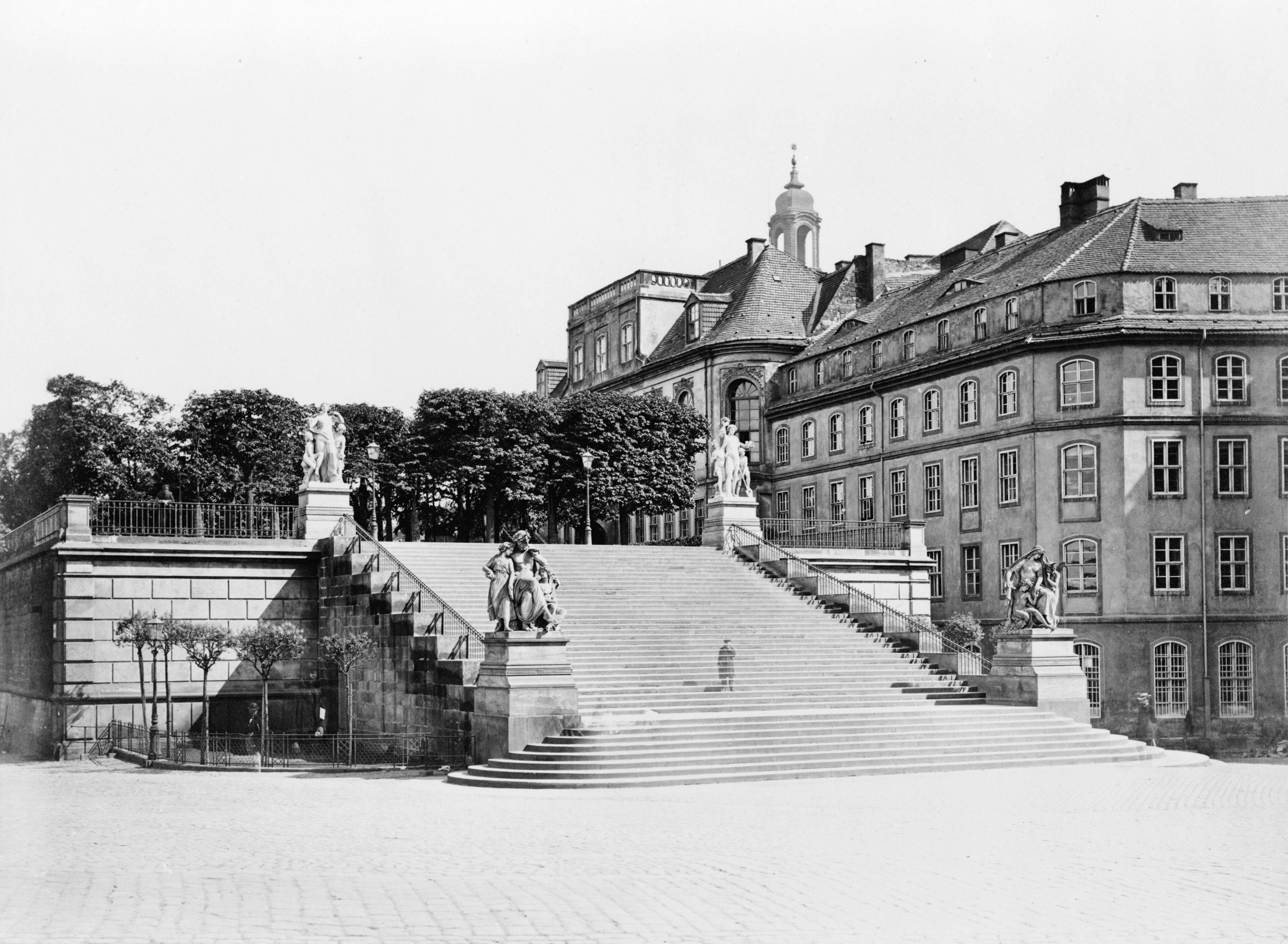
Palais Brühl (de), Dresde
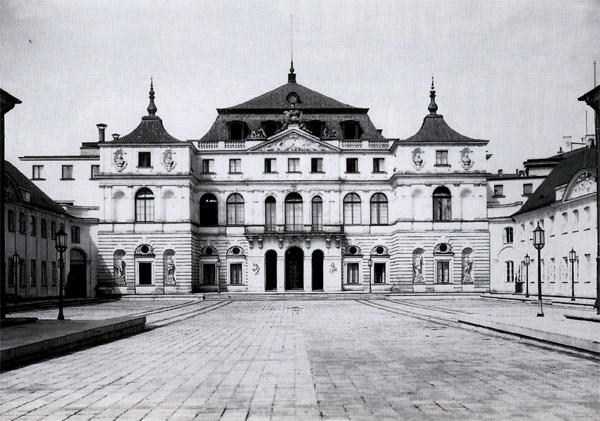
Palais de Brühl à Varsovie
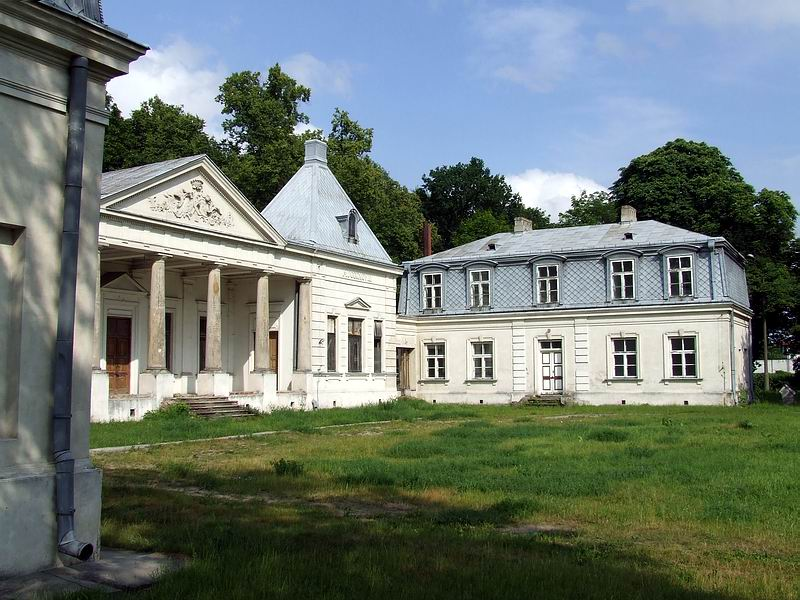
Palais Brühl à Młociny (de)
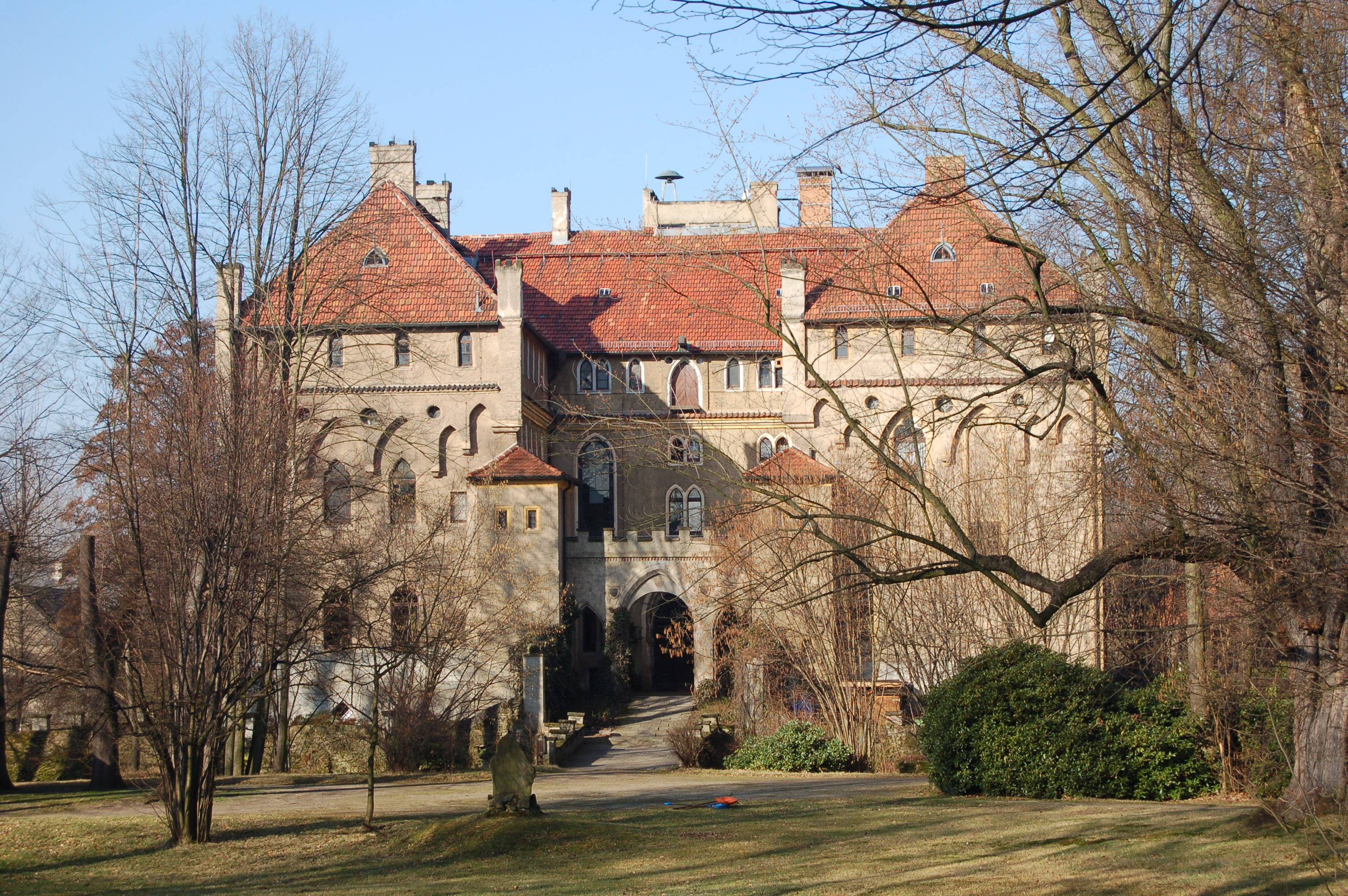
Château de Seifersdorf
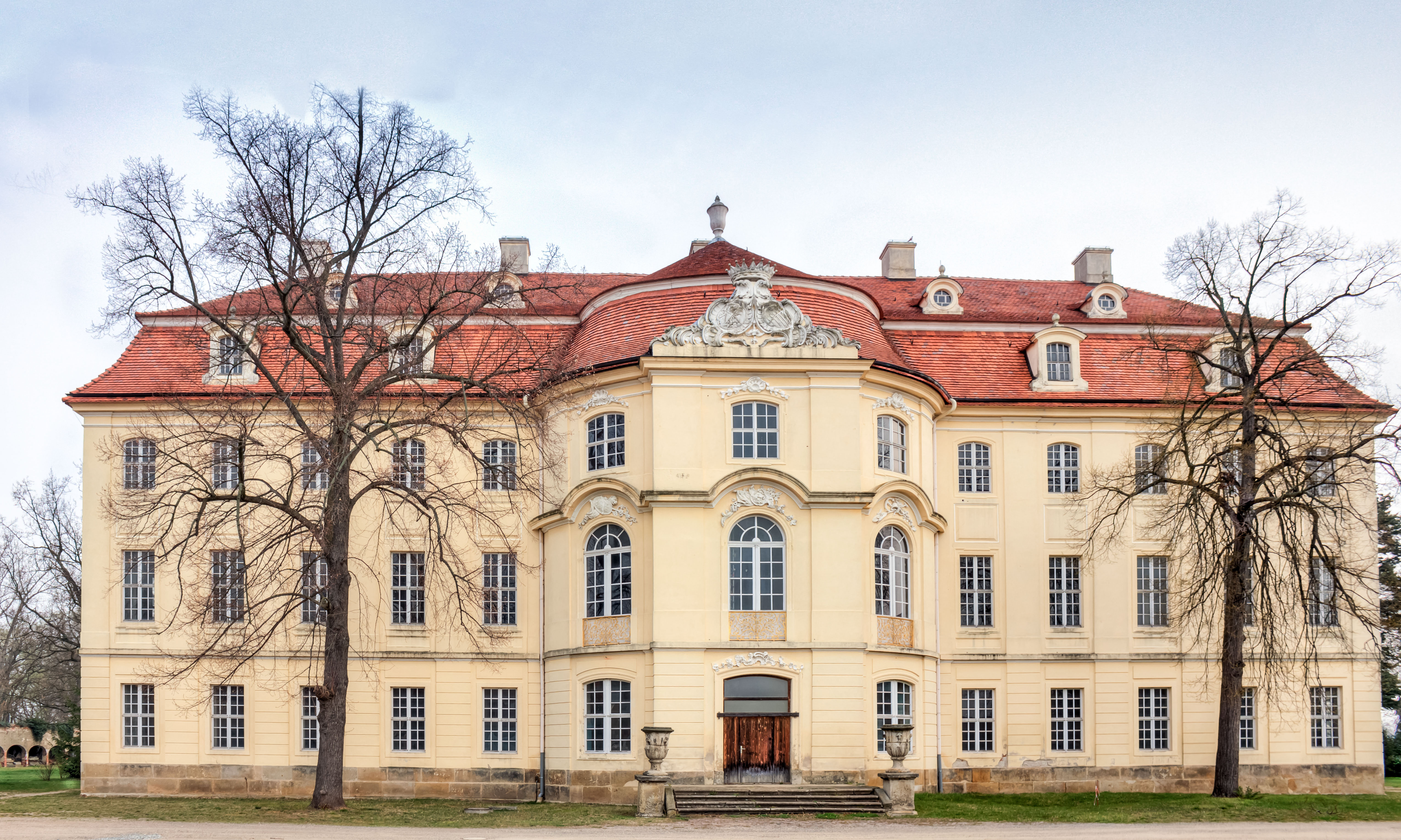
Château de Martinskirchen